# Cư Mốt
Cư Mốt là một xã thuộc huyện Ea H'leo, tỉnh Đắk Lắk, Việt Nam.
Xã Cư Mốt có diện tích 79,4 km², dân số năm 1999 là 4973 người, mật độ dân số đạt 63 người/km².